# Economia de Colòmbia
L'economia de Colòmbia és una de diverses economies emergents, amb alts beneficis en la producció agrícola i minera, tenint un dels majors índexs d'atur en tota l'Amèrica Llatina, un sector orientat a les exportacions dels seus majors productes econòmics del país, com el cafè, la producció tèxtil i la indústria petroliera.
És la quarta més gran economia d'Amèrica Llatina, després de les de Brasil, Mèxic i Argentina, situant-la en la sisena economia més gran a nivell de tota Amèrica, convertint-la així, en la trentè sisena economia més gran del món pel seu Producte Interior Brut nominal, amb una suma d'aproximadament de US$ 228,800 milions per a l'any 2009.
L'economia, principalment, aquesta sostinguda per diversos sectors de producció nacional, un dels seus majors productes és el cafè, Colòmbia és un dels majors exportadors mundials d'aquest producte; que al seu torn, la fan com a sector econòmic principal del país. També, la seva producció petrolífera és una de les més importants del continent. No obstant això, existeixen diversos sectors que fan que Colòmbia sigui un dels països més reconeguts per la seva producció de maragdes i la floricultura. Entre uns altres, també es destaquen els sectors de l'agricultura, indústria automotriu, tèxtils, etcètera.
Al seu torn, fa participació en diverses organitzacions mundials i en comunitats econòmiques, a la recerca que l'economia nacional es desenvolupi, organitzacions importants com el Mercosur, el BID (Banc Interamericà de Desenvolupament), la Comunitat Andina i la UNASUR, també, fa part de l'organització econòmica més important en la OMC (Organització Mundial del Comerç).
El president Juan Manuel Santos Calderón va definir 5 punts principals per estimular el creixement de l'economia de Colòmbia: indústries extractives, agricultura, infraestructura, construcció de cases i innovació tecnològica. El país és el tercer exportador de petroli cap als Estats Units.